# الكسندر كريلوف
الكسندر كريلوف (بالألمانية: Alexander Krylov)‏ (و. 1969  م) هو اقتصادي، وعالم اجتماع من ألمانيا، وروسيا، والاتحاد السوفيتي.

## مناصب
تولى منصب رئيس تحرير.